# Plosoharjo (Toroh)
Plosoharjo is een bestuurslaag in het regentschap Grobogan van de provincie Midden-Java, Indonesië. Plosoharjo telt 5300 inwoners (volkstelling 2010).